# مارك دونوفان
مارك دونوفان (بالإنجليزية: Mark Donovan)‏ هو ممثل ويلزي وبريطاني، ولد في 12 أكتوبر 1968 في المملكة المتحدة.

## أعمال

### أفلام
- (2008) في بروج[2]

## وصلات خارجية
- مارك دونوفان على موقع IMDb (الإنجليزية)
- مارك دونوفان على موقع ألو سيني (الفرنسية)
- مارك دونوفان على موقع أول موفي (الإنجليزية)
- مارك دونوفان على موقع قاعدة بيانات الفيلم (الإنجليزية)
- مارك دونوفان على موقع كينوبويسك (الروسية)